# Yves Boisset
Yves Boisset (Parigi, 14 marzo 1939 – Levallois-Perret, 31 marzo 2025) è stato un regista francese.

## Biografia
Iniziò la sua carriera artistica come assistente di Claude Sautet e di Riccardo Freda. Il suo esordio dietro alla macchina da presa avvenne nel film di spionaggio L'assassino ha le ore contate (1968). Successivamente si dedicò alla trasposizione cinematografica di storie poliziesche e politiche. Oltre a essere regista, fu anche un apprezzato critico e autore di testi per il cinema statunitense. 
A partire dai primi anni novanta diresse fiction storico-poliziesche per la televisione francese.

## Filmografia
- L'assassino ha le ore contate (Coplan sauve sa peau) (1968)
- I fiori del male (O tafos ton eraston) (1968)
- Il caso "Venere privata" (Cran d'arrêt) (1970)
- L'uomo venuto da Chicago (Un condé) (1970)
- Da parte degli amici: firmato mafia! (Le saut de l'ange) (1971)
- L'attentato (L'attentat) (1972)
- R.A.S. - Nulla da segnalare (R.A.S.) (1973)
- Una donna da uccidere (Folle à tuer) (1975)
- Dupont Lajoie (1975)
- Un taxi color malva (Un taxi mauve) (1977)
- Il giudice d'assalto (Le juge Fayard, dit "le shérif") (1977)
- Alzati spia (Espion, lève-toi) (1981)
- Figli di eroi (Allons z'enfants) (1981)
- Il prezzo del pericolo (Le prix du danger) (1983)
- Canicola (Canicule) (1983)